# Pereaux
Pereaux est un village canadien de la Nouvelle-Écosse. Il fait légalement partie du comté de Kings.
Pereaux est situé à l'entrée est de la vallée d'Annapolis, dans la région des Mines, au bord de la rivière Pereaux.